# 千萬Holic，Coming Soon
《千萬Holic，Coming Soon》是韓國Channel A的電影脫口秀節目，由申東燁、殷志源、倞利、金基邦、李元錫主持。節目於2018年2月23日至5月19日播出，每集均會邀請近期上映的電影主要演員擔任嘉賓，與主持一起對該電影作深度討論。

## 節目形式
《千萬Holic，Coming Soon》為韓國首個以介紹最新電影為主軸的綜藝脫口秀節目。節目錄影前，主持會預先觀看即將介紹的電影之高潮部分，以了解該電影的看點。每集節目均會邀請近期上映的電影主要演員擔任嘉賓，分享拍攝時的趣事及感想，並與主持一起對該電影的主題及情節作深度討論。此外，該電影的導演及其他演員如配角、新人演員等會於節目中段的特別環節出演。

## 主持
| 姓名／藝名 | 姓名／藝名 | 出生日期      | 職業                   | 簡介                                   |
| 漢字       | 諺文       | 出生日期      | 職業                   | 簡介                                   |
| 申東燁     | 신동엽     | 1971年2月17日 | 主持人、喜劇演員       | 老練油滑！此區域的支柱MC               |
| 殷志源     | 은지원     | 1978年6月8日  | 歌手（水晶男孩成員）   | 隱藏的電影能量滿級！電影的瘋子！       |
| 倞利       | 경리       | 1990年7月5日  | 歌手（Nine Muses成員） | 數字方面強悍的盈虧妖精！名符其實的會計 |
| 金基邦     | 김기방     | 1981年5月31日 | 演員                   | 電影界的瘋狂親和力！人脈的帝王！       |
| 李元錫     | 이원석     | 1974年1月9日  | 電影導演               | 對於電影界的疑惑全部解决的忠武路好事者 |

## 播出時間
| 播出日期                     | 播出時間（UTC+9）                    |
| 2018年2月23日－2018年3月30日 | 星期五 21:30－23:11（101分鐘）       |
| 2018年4月7日－2018年5月19日  | 星期六 23:00－星期日 00:30（90分鐘） |

## 節目環節
- 臉紅的演出履歷（볼빨간 필모）：由主持讀出嘉賓的演出履歷，同時播出剪輯片段，以介紹嘉賓過往演出的作品及獲獎紀錄。
- 電影之神請客（영화의 신이 쏜다）：主持與嘉賓在觀看電影片段後，需回答片段中隱藏的問題，答對者將以其名義送出該集介紹電影之戲票100張。

## 播出列表
以下是Channel A《千萬Holic，Coming Soon》的播出列表。
| 集數 | 播放日期   | 主題                      | 主題                      | 嘉賓                           | 嘉賓                           | 嘉賓                           | 備註                                                                                                  |
| 集數 | 播放日期   | 電影類型                  | 電影名稱                  | 導演                           | 主要演員                       | 其他演員                       | 備註                                                                                                  |
| 1    | 2018/02/23 | 黑色喜劇                  | 《Gate》                  | 不適用                         | 鄭麗媛、任昌丁、鄭尙勳         | 金度勳、金寶敏                 | 任昌丁身兼此電影之主演及監製。                                                                        |
| 2    | 2018/03/02 | 懸疑                      | 《消失的夜晚》            | 不適用                         | 金相慶                         | 徐賢宇、李智勳                 | 另一主演金喜愛僅於預錄片段接受訪問。                                                                  |
| 3    | 2018/03/09 | 親情                      | 《媽媽的筆記本》          | 金成鎬                         | 李珠實、李鐘赫、金成恩         | 不適用                         | |
| 4    | 2018/03/16 | 愛情、劇情                | 《小公女》                | 全高雲                         | 李絮、安宰弘                   | 不適用                         | |
| 5    | 2018/03/23 | 浪漫喜劇                  | 《風風風》                | 李炳憲                         | 李聖旻、申河均、宋智孝、李伊   | 不適用                         | |
| 6    | 2018/03/30 | 犯罪、懸疑                | 《記得我》                | 不適用                         | 金希沅                         | 張赫鎮                         | 另一主演李宥英僅於預錄片段接受訪問，由配角張赫鎮出演整集節目； 自本集起節目新增「電影之神請客」環節。 |
| 7    | 2018/04/07 | 驚悚                      | 《殺人小說》              | 不適用                         | 智鉉寓、吳萬石、李恩宇、金學哲 | 不適用                         | 自本集起節目改為逢星期六播出。                                                                        |
| 8    | 2018/04/14 | 劇情                      | 《壽城池》                | 不適用                         | 李世榮、金炫俊                 | 不適用                         | 本集開首播出《復仇者聯盟3：無限之戰》主演汤姆·希德勒斯顿的訪問片段 (由主持殷志源採訪)。               |
| 9    | 2018/04/21 | 千萬電影Scene Stealer特輯 | 千萬電影Scene Stealer特輯 | 張光、許聲泰、安美娜           | 張光、許聲泰、安美娜           | 張光、許聲泰、安美娜           | 本集嘉賓為知名電影配角演員，並非宣傳特定電影。                                                        |
| 10   | 2018/04/28 | 恐怖、懸疑                | 《鬼病院：靈異直播》      | 鄭凡植                         | 智賢、文藝媛、朴成勳           | 不適用                         | |
| 11   | 2018/05/05 | 馬拉松觀看Special         | 馬拉松觀看Special         | 不適用                         | 不適用                         | 不適用                         | 本集播出此前十集的未公開片段。                                                                        |
| 12   | 2018/05/12 | 懸疑、驚悚                | 《Deja Vu》               | 不適用                         | 南奎里、李天熙                 | 東賢裴                         | 配角東賢裴出演整集節目。                                                                              |
| 13   | 2018/05/19 | 童星特輯                  | 童星特輯                  | 梁東根、千寶根、王晳鉉、朴敏荷 | 梁東根、千寶根、王晳鉉、朴敏荷 | 梁東根、千寶根、王晳鉉、朴敏荷 | 本集嘉賓為童星出身的演員，並非宣傳特定電影。                                                          |

## 收視率
以下紀錄《千萬Holic，Coming Soon》節目之全國收視，紅色表示為該年度最高收視率，藍色則表示為該年度最低收視率。 

### 2018年
| 集數 | 播放日期 | 收視率      | 收視率     |
| 集數 | 播放日期 | TNmS (全國) | AGB (全國) |
| 1    | 2月23日  | 0.4%        | 0.3%       |
| 2    | 3月2日   | 0.6%        | 0.6%       |
| 3    | 3月9日   | 0.9%        | 0.9%       |
| 4    | 3月16日  | 0.6%        | 0.5%       |
| 5    | 3月23日  | 0.7%        | 0.6%       |
| 6    | 3月30日  | 0.5%        | 0.5%       |
| 7    | 4月7日   | －          | 0.4%       |
| 8    | 4月14日  | 0.4%        | 0.5%       |
| 9    | 4月21日  | 0.4%        | 0.4%       |
| 10   | 4月28日  | 0.4%        | 0.5%       |
| 11   | 5月5日   | －          | －         |
| 12   | 5月12日  | 0.7%        | 0.5%       |
| 13   | 5月19日  | 0.9%        | 0.8%       |

### 腳註
1. ↑  列表中的電影類型參考自各電影的Naver電影介紹頁面或本節目的播出內容；嘉賓陣容順序根據節目預告或出場次序。
2. ↑  TNmS與AGB收視數據表並不會顯示太低的收視率，表格中將會以「－」表示。

## 外部連結
- 千萬Holic，Coming Soon（页面存档备份，存于）官方網站
- 千萬Holic，Coming Soon的Instagram帳戶
- 千萬Holic，Coming Soon的Naver TV頻道

## 作品的變遷
| Channel A 星期五 21:30－23:11 (KST)                          | Channel A 星期五 21:30－23:11 (KST)                             | Channel A 星期五 21:30－23:11 (KST) |
| ------------------------------------------------------------ | --------------------------------------------------------------- | ----------------------------------- |
|                                                              | 千萬Holic，Coming Soon （第1－6集） （2018.02.23 - 2018.03.30） |                                     |
| 相信我，跟我來：都市漁夫（重播） （2017.11.03 - 2018.02.16） | Heart Signal (第二季)（重播） （2018.04.06 - 2018.06.29）       |                                     |

| Channel A 星期六 23:00－星期日 00:30 (KST)        | Channel A 星期六 23:00－星期日 00:30 (KST)                       | Channel A 星期六 23:00－星期日 00:30 (KST) |
| ------------------------------------------------- | ---------------------------------------------------------------- | ------------------------------------------ |
|                                                   | 千萬Holic，Coming Soon （第7－13集） （2018.04.07 - 2018.05.19） |                                            |
| 給狗糧的男人 (第二季) （2017.11.18 - 2018.03.31） | 爸爸的真面目（重播） （2018.05.26 - ）                           |                                            |